# Agey
Agey (wym. [aʒɛ]) – miejscowość i gmina we Francji, w regionie Burgundia-Franche-Comté, w departamencie Côte-d’Or.
Według danych na rok 1990 gminę zamieszkiwało 208 osób, a gęstość zaludnienia wynosiła 25 osób/km² (wśród 2044 gmin Burgundii Agey plasuje się na 703. miejscu pod względem liczby ludności, natomiast pod względem powierzchni na miejscu 1028.).